# Queserías Entrepinares
Queserías Entrepinares, S.A.U. es una empresa del sector lechero (quesos) que tiene su sede en la ciudad de Valladolid.  La empresa está orientada a la fabricación y distribución de quesos de todo tipo (vaca, cabra, oveja, mezclas). Es el mayor fabricante de quesos de pasta prensada de España.

## Historia
Fue fundada en 1984 por Antonio Martín Castro.
Desde 1991 patrocina el club de rugby vallisoletano Valladolid Rugby Asociación Club, también conocido como "Quesos Entrepinares".
Es interproveedor desde el año 2000 de Mercadona.
Tiene fábricas en Valladolid, Castrogonzalo, Villalba, Fuenlabrada y Los Yébenes.
Su queso "Tostado Viejo" ha sido galardonado como uno de los mejores quesos del mundo en el concurso internacional World Cheese Awards 2018, ocupando la posición número 14 a nivel mundial. Se trata de un queso con tonalidades anaranjadas, aromas torrefactos y afrutados, de alta maduración.
En la edición de los World Cheese Awards 2019 otro de sus productos, El Atrio Manchego, es premiado como uno de los 84 mejores quesos mundiales. Se trata de un queso de oveja manchega pasteurizado producido en la planta toledana del grupo.